# Brouwerij Martens (Bocholt)

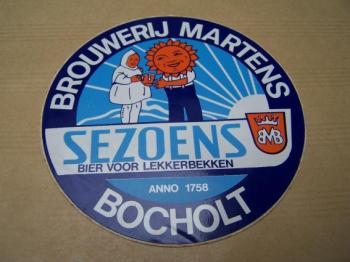
Bierviltje Brouwerij Martens

Brouwerij Martens is een bierbrouwerij in Bocholt in Belgisch Limburg, opgericht in 1758. Ze heeft in België de op een na de hoogste productiecapaciteit van alle brouwerijen (4,6 miljoen hl per jaar), daarvoor werd 2007 in de deelgemeente Kaulille een volledig nieuwe brouwerij ingericht.
Brouwerij Martens realiseerde in zijn boekjaar 2024, dat liep tot 30 september, een omzet van 236,4 miljoen euro met circa 300 personeelsleden. Huismerken van warenhuizen maken ongeveer 70 procent van het productievolume uit.

## Historie
De brouwerij werd in 1758 opgericht door Adriaan Geerkens en zijn vrouw Isabella Geebelen als annex van een dorpsherberg. Theodorus Martens, een brouwerszoon uit Reppel, deed in 1823 zijn intrede in dit bedrijf door te huwen binnen de familie Geerkens met Anna-Isabella, kleindochter van Adriaan en Isabella. 
Vanaf 1923 ging men over tot het brouwen van het lage gistingsbier en sinds 1962 wordt de helft van de pils conform het Reinheitsgebot gebrouwen, omwille van de uitvoer naar Duitsland. Vijfentachtig procent van de productie is bestemd voor de export. Sinds Theodorus Martens heeft altijd een familielid Martens het bedrijf geleid, In de 21e eeuw met Jan Martens (1962), achtste generatie.
In 1988 kocht Brouwerij Martens de Hengelose Bierbrouwerij in Nederland op van het toenmalige Interbrew. In 2024 nam het bedrijf United Dutch Breweries uit Breda over, vooral bekend van het merk Oranjeboom goed voor een miljoen hectoliter productie per jaar. De overname kadert in het verhogen van de eigen merkenportfolio, gezien deze hogere winstmarges bieden in vergelijking met de marges op huismerken.
In België is Brouwerij Martens vooral bekend als leverancier van de huismerken voor Aldi (eerst Buval (sinds 1962), later Karlsquell), Colruyt (Cara Pils), Makro, Carrefour en Cora, en sinds 2021 ook van Tout Bien. Ook het huismerk Schuttersbier voor de Nederlandse inkooporganisatie Superunie wordt gebrouwen bij Martens. De eigen merken van Brouwerij Martens zijn Martens Pils (0.0% tot 16.2%), Sezoens (6,0%), Kristoffel Witbier (5,0%), Kristoffel Blond (6,0%) en Kristoffel Donker (6,0%), en 1758 (6.5%).
Jan Martens kocht in 2023 zijn broer Fons uit, nadat bleek dat in die familietak geen opvolgers kandidaat waren. Jan Martens is nu met zijn zonen Bob (marketing) en Jef (productie) goed voor 87,5 procent van de aandelen. De resterende 12,5 procent zit al decennialang bij FENC, een Taiwanees conglomeraat onder meer actief in de drankverpakkingenproductie.

## Galerij

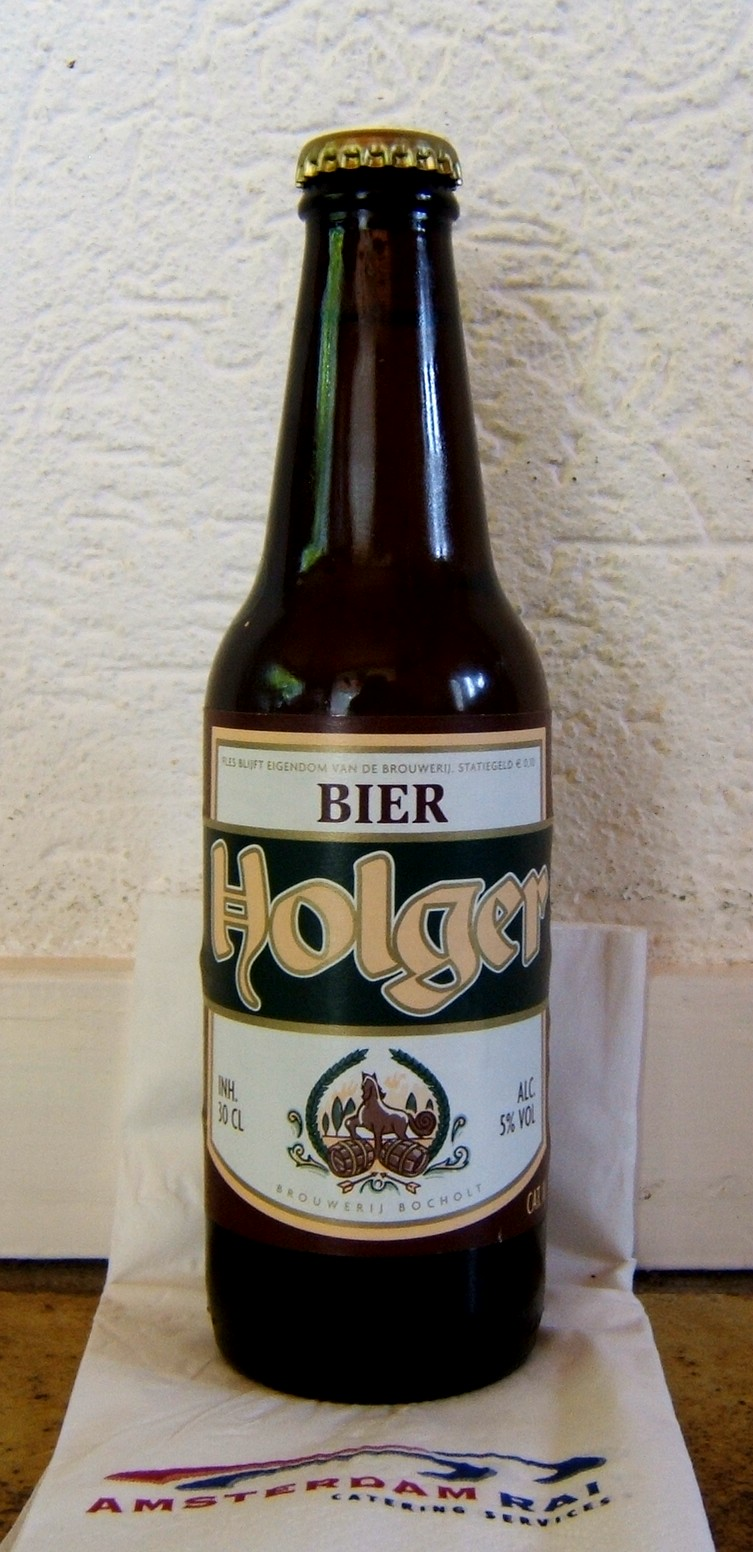
Holger
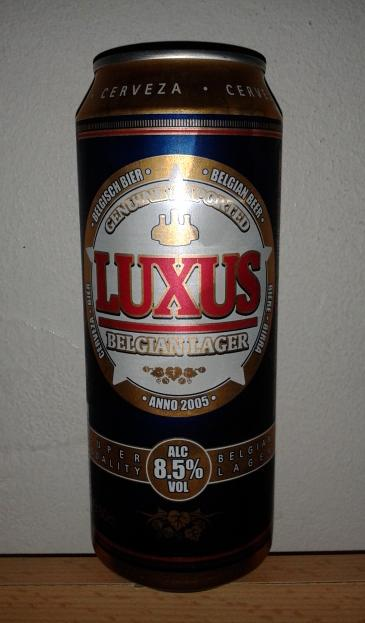
Luxus Belgian Lager
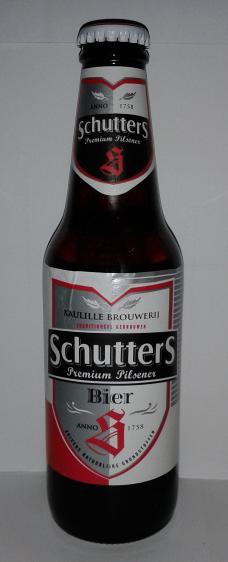
Schutters Pilsener
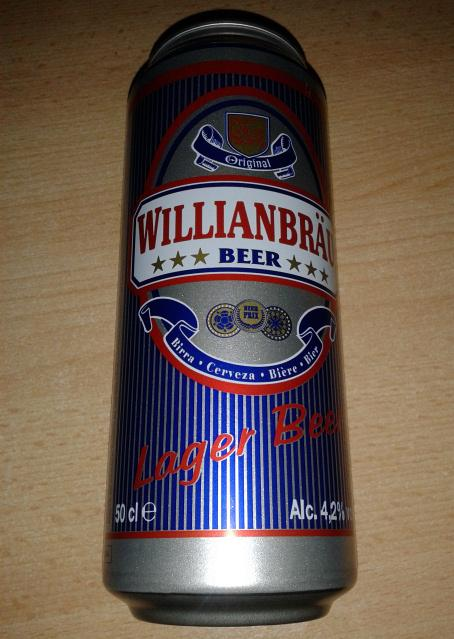
Willianbräu Lager
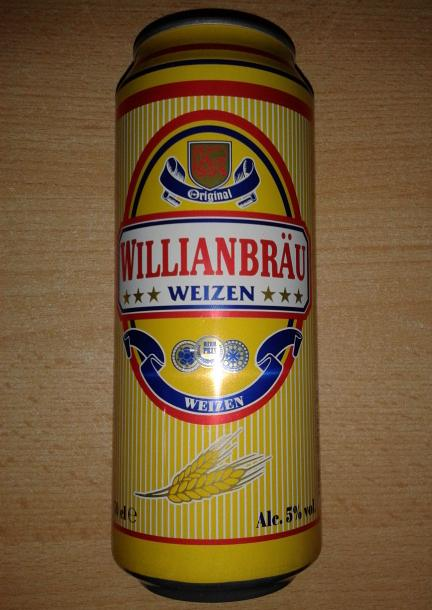
Willianbräu Weizen

## Voetnoten
1. ↑  De grootste brouwer van het land na AB Inbev is niet Alken-Maes of Duvel Moortgat, maar... Brouwerij Martens, De Standaard, 24 juli 2025
2. ↑  1,45 miljard pintjes per jaar, en toch kent bijna niemand ‘s lands op één na grootste brouwer, Het Nieuwsblad, Kristof Simoens, 24 juli 2025, geraadpleegd op 24 juli 2025.